# Петренко Олексій Іванович
Олексій Іванович Петренко (нар. 30 березня 1951, місто Горлівка, тепер Донецької області — 2 серпня 1992, місто Донецьк) — український діяч, голова Донецької обласної ради (1992 р.).

## Життєпис
Закінчив Донецький державний університет.
Трудову діяльність розпочав заступником головного бухгалтера Зуївської ГРЕС Донецької області. Потім протягом 10 років працював заступником головного бухгалтера Зуївської ГРЕС, головним бухгалтером дирекції Зуївської ГРЕС-2, що будувалася, головним бухгалтером шахти «Комуніст» об'єднання «Октябрвугілля» Донецької області. Член КПРС.
У 1986 році був обраний заступником голови виконавчого комітету Зугреської міської ради народних депутатів Донецької області, а потім — заступником голови виконавчого комітету, головою планової комісії виконавчого комітету Харцизької міської ради народних депутатів Донецької області.
У квітні 1990 — квітні 1992 року — заступник голови Донецької обласної ради народних депутатів.
У квітні — 2 серпня 1992 року — голова Донецької обласної ради.